# Danuria
Danuria (лат.) — род богомолов из семейства Deroplatyidae (ранее в Angelinae из Mantidae). Известен из западной и экваториальной Африки. Род включает более десяти видов и был впервые выделен в 1856 году шведским энтомологом Карлом Столем (Carl Stål, 1833—1878), типовой вид Danuria thunbergi Stal. Среди синонимов рода таксоны Daniura Saussure, 1869 и Danuriodes Giglio-Tos, 1907. Выделяет два подрода: номинативный Danuria и Danuriodes Giglio-Tos, 1907.
От близких групп род отличается следующими признаками: средние голени без нижней доли; передние бёдра без лопасти на верхней границе перед концом; передние тазики с дистальным пластинчатым расширением.
- Danuria affinis
- Danuria angusticollis
- Danuria barbozae
- Danuria buchholzi
- Danuria congica
- Danuria contorta
- Danuria fusca
- Danuria gracilis
- Danuria impannosa
- Danuria kilimandjarica
- Danuria obscuripennis
- Danuria serratodentata
- Danuria sublineata
- Danuria thunbergi